# 23 novembre en sport
23 octobre 23 décembre
Chronologies thématiques
- Croisades
- Ferroviaires
- Disney

Le 23 novembre (327e jour de l'année ou 328e en cas d'année bissextile) en sport.

## Événements

### XIXesiècle
- 1876 :
  - (Football américain) : les représentants du cramoisi de Harvard, Yale Bulldogs, tigres de Princeton et lions de Colombie se réunissent à la Chambre de Massasoit à Springfield, dans le Massachusett pour normaliser de nouvelles règles basées sur le jeu du rugby canadien. Les règles sont codifiées.

### XXesièclede 1901 à 1950
- 1919 :
  - (Sport automobile) : Targa Florio.

### XXesièclede 1951 à 2000
- 1978 :
  - (Rallye automobile) : arrivée du Rallye de Grande-Bretagne.
- 1979 :
  - (Rallye automobile) : arrivée du Rallye de Grande-Bretagne.

### XXIesiècle
- 2014 :
  - (Sport automobile/Formule 1) : Lewis Hamilton décroche son 2e titre de champion du monde. Auteur d'un départ extraordinaire lors du Grand Prix automobile d'Abou Dabi, le Britannique n'a laissé aucun espoir à son rival, Nico Rosberg. Il devance finalement les deux Williams de Felipe Massa et Valtteri Bottas. Au classement général Nico Rosberg termine 2e et Daniel Ricciardo 3e.
  - (Tennis /Coupe Davis) : la Suisse remporte la première Coupe Davis de son histoire en battant la France 3 à 1 lors de la finale disputée depuis vendredi à Villeneuve d'Ascq. Le 3e point des Suisses a été apporté par Roger Federer qui a bat Richard Gasquet 6-4, 6-2, 6-2.
  - (Échecs/Championnat du monde) : Magnus Carlsen conserve son titre de champion du monde d’échecs en remportant son match contre Viswanathan Anand.
- 2021 :
  - (Sport nautique /Transat en double) : le duo français Sébastien Rogues et Matthieu Souben remporte la Transat Jacques-Vabre dans la catégorie Ocean Fifty en 15 j 13 h 27 min et 14 s[1] et Franck Cammas et Charles Caudrelier s'imposent dans la catégorie Ultime en 16 j 1 h 49 min et 16 s[2].

## Naissances

### XIXesiècle
- 1865 :
  - Howard Taylor, joueur de tennis américain. († 26 novembre 1920).
- 1877 :
  - George Stovall, joueur de baseball américain. († 5 novembre 1951).
- 1878 :
  - Holcombe Ward, joueur de tennis américain. Vainqueur de l'US Open 1904 puis des Coupe Davis 1900 et 1902. († 23 janvier 1967).
- 1879 :
  - Jean de Mas Latrie, escrimeur et pentathlonien moderne français. († 5 septembre 1914).
- 1882 :
  - Fernand Augereau, cycliste sur route français. Vainqueur de Bordeaux-Paris 1904. († 26 juillet 1956).

### XXesièclede1901à1950
- 1930 :
  - Jack McKeon, dirigeant et manager de baseball américain.
- 1931 :
  - Joel Antônio Martins, footballeur brésilien. Champion du monde de football 1958. (14 sélections en équipe nationale). († 1er janvier 2003).
- 1934 :
  - Lew Hoad, joueur de tennis australien. Vainqueur de l'Open d'Australie 1956, du tournoi de Roland Garros 1956, des tournois de Wimbledon 1956 et 1957, des Coupes Davis 1953, 1955 et 1956. († 3 juillet 1994).
- 1937 :
  - Richie Adubato, entraîneur de basket-ball américain.
- 1940 :
  - Gösta Pettersson, cycliste sur route suédois. Médaillé de bronze du contre la montre par équipes aux Jeux de Tokyo 1964 puis de la course en ligne et médaillé d'argent du contre la montre par équipes aux Jeux de Mexico 1968. Champion du monde de cyclisme sur route du contre la montre par équipes 1967, 1968 et 1969. Vainqueur du Tour de Tunisie 1964, du Tour d'Italie 1971 et du Tour de Romandie 1970.
  - Luis Tiant, joueur de baseball cubain. († 7 octobre 2024).
- 1941 :
  - Alan Mullery, footballeur puis entraîneur anglais. Vainqueur de la Coupe UEFA 1972. (35 sélections en équipe nationale).
  - Simon Nolet, hockeyeur sur glace puis entraîneur canadien.
- 1943 :
  - Petar Skansi, basketteur puis entraîneur yougoslave puis croate. Médaillé d'argent aux Jeux de Mexico 1968. Champion du monde de basket-ball masculin 1970. (84 sélections avec l'équipe de Yougoslavie). Entraîneur de l'équipe de Croatie médaillée d'argent aux Jeux de Barcelone 1992 puis des équipes victorieuses des Coupe Korać 1976 et 1977 et de la Coupe Saporta 1983.
- 1945 :
  - Tony Pond, pilote de rallyes britannique. († 7 février 2002).
- 1946 :
  - Giorgios Koudas, footballeur grec. (43 sélections en équipe nationale).
- 1947 :
  - Denis Masseglia, rameur puis dirigeant sportif français. Membre depuis 1993 du CNOSF et président depuis 2009.
- 1950 :
  - Jean-François Phliponeau, joueur de rugby à XV français. (2 sélections en équipe de France). († 8 mai 1976).

### XXesièclede1951à2000
- 1951 :
  - René Charrier, footballeur français. (2 sélections en équipe de France).
- 1956 :
  - Shane Gould, nageuse australienne. Championne olympique du 200 m, du 400 m et du 200 m 4 nages, médaillée d'argent du 800 m et médaillée de bronze du 100 m aux Jeux de Munich 1972.
- 1958 :
  - Frank Johnson, basketteur américain.
- 1967 :
  - Christophe Cocard, footballeur français. (9 sélections en équipe de France).
- 1969 :
  - Olivier Beretta, pilote de F1 et de courses automobile d'endurance monégasque.
  - Mohamed Suleiman, athlète de demi-fond qatari. Médaillé de bronze du 1 500m aux Jeux de Barcelone 1992.
- 1974 :
  - Saku Koivu, hockeyeur sur glace finlandais. Médaillé de bronze aux Jeux de Lillehammer 1994 puis aux Jeux de Nagano 2008, médaillé d'argent aux Jeux de Turin 2006 puis de bronze aux Jeux de Vancouver 2010. Champion du monde de hockey sur glace 1995.
- 1976 :
  - Tony Renna, pilote de courses automobile américain. († 22 octobre 2003).
- 1977 :
  - Jean-Baptiste Élissalde, joueur de rugby puis entraîneur français. Vainqueur du Grand Chelem 2004 et du Tournoi des Six Nations 2006, des Coupes d'Europe de rugby 2003, 2005 et 2010. (35 sélections en équipe de France).
- 1978 :
  - Guillaume Deschamps, footballeur français.
  - Sébastien Macé, footballeur français.
  - Robert Sassone, cycliste sur piste et sur route français. Champion du monde de cyclisme sur piste à l'Américaine 2001 († 21 janvier 2016).
  - Terrence Trammell, athlète de haies américain. Médaillé d'argent du 110 m haies aux Jeux de Sydney 2000 et aux Jeux d'Athènes 2004.
- 1979 :
  - Ivica Kostelić, skieur alpin croate. Médaillé d'argent du combiné aux Jeux de Turin 2006, du  slalom et du super combiné aux Jeux de Vancouver 2010 puis du combiné aux Jeux de Sotchi 2014. Champion du monde de ski alpin du slalom 2003.
- 1980 :
  - Jonathan Papelbon, joueur de baseball américain.
  - Kirk Penney, basketteur néo-zélandais.
- 1982 :
  - Colby Armstrong, hockeyeur sur glace canadien. Champion du monde de hockey sur glace 2007
  - Saïd Haddou, cycliste sur piste et sur route français.
  - Asafa Powell, athlète de sprint jamaïcain. Champion olympique du relais 4 × 100 m aux Jeux de Pékin 2008 puis aux Jeux de Rio 2016. Champion du monde d'athlétisme du relais 4 × 100 m 2009 puis champion du monde d'athlétisme du relais 4 × 100 m 2015.
- 1983 :
  - Tanner Glass, hockeyeur sur glace canadien.
  - Alain Koffi, basketteur français. (36 sélections en équipe de France).
  - Kamilla Rytter Juhl, joueuse de badminton danoise. Championne du monde de badminton du double mixte 2009. Championne d'Europe de badminton du double mixte 2006 et 2010, championne d'Europe de badminton 2012 du double dames 2012 et 2014.
- 1984 :
  - Matthieu Lahaye, pilote de courses automobile français.
- 1985 :
  - Viktor Ahn, patineur de vitesse sur piste courte sud-coréen puis russe.
  - Scott Brash, cavalier de sauts d'obstacles britannique. Champion olympique par équipes aux Jeux de Londres 2012. Champion d'Europe de saut d'obstacles par équipes 2013.
- 1986 :
  - Andrea Ceccato, pilote de courses automobile italien.
- 1987 :
  - Nicklas Backstrom, hockeyeur sur glace suédois. Médaillé d'argent aux Jeux de Sotchi 2014. Champion du monde de hockey sur glace 2006.
  - Alban Hoxha, footballeur albanais. (2 sélections en équipe nationale).
- 1988 :
  - Jens Keukeleire, cycliste sur route belge.
  - Andrew Talansky, cycliste sur route américain.
- 1990 :
  - Maxime Courby, basketteur français.
  - Angela McCluskey, joueur de rugby à XV irlandais. (3 sélections en équipe nationale).
  - Michael Ngadeu-Ngadjui, footballeur camerounais. Champion d'Afrique de football 2017. (10 sélections en équipe nationale).
  - Chris O'Hare, athlète de demi-fond britannique.
  - Choi Soo-yeon, escrimeuse sud-coréenne.
- 1991 :
  - Moryké Fofana, footballeur ivoirien.
  - Ruslan Mingazov, footballeur turkmène. (26 sélections en équipe nationale).
  - Achille Polonara, basketteur italien.
- 1992 :
  - Gabriel Landeskog, hockeyeur sur glace suédois. Médaillé d'argent aux Jeux de Sotchi 2014. Champion du monde de hockey sur glace 2013.
- 1993 :
  - Salim Keddar, athlète de demi-fond algérien.
  - Jamiro Monteiro, footballeur néerlando-cap-verdien. (35 sélections avec l'équipe du Cap-Vert).
- 1996 :
  - James Maddison, footballeur anglais.
- 1999 :
  - Valery Fernández, footballeur espagnol.
- 2000 :
  - Tolu Arokodare, footballeur nigérian.

### XXIesiècle
- 2001 :
  - Gökdeniz Bayrakdar, footballeur turc.
  - Tess Ledeux, skieuse acrobatique française. Championne du monde de ski acrobatique du slopestyle 2017.
  - Mateusz Żukowski, footballeur polonais.
- 2002 :
  - Enzo Tchato, footballeur franco-camerounais. (4 sélections avec l'équipe du Cameroun).
- 2005 :
  - Ajša Sivka, basketteuse slovène.
  - Adrian Skogmar, footballeur suédois.

## Décès

### XXesièclede 1901 à 1950
- 1944 :
  - August Klingler, 26 ans, footballeur allemand. (° 24 février 1918).
- 1945 :
  - Len Davies, 46 ans, footballeur gallois. (23 sélections en équipe nationale). (° 28 avril 1899).

### XXesièclede 1951 à 2000
- 1952 :
  - Émile Fiévet, 66 ans, footballeur français. (1 sélection en équipe de France). (° 25 mai 1886).
- 1954 :
  - Louis Schubart, 69 ans, footballeur français. (3 sélections en équipe de France). (° 8 avril 1885).
- 1958 :
  - Nikolaos Georgantas, 78 ans, athlète de lancer grec. Médaillé de bronze du disque aux Jeux de Saint-Louis 1904. (° 12 mars 1880).
- 1997 :
  - René Trautmann, 70 ans, pilote de courses  de rallyes automobile français. (° 29 juin 1927).

### XXIesiècle
- 2011 :
  - Henry Øberg, 80 ans, arbitre de football norvégien. (° 18 août 1931).
- 2012 :
  - Nelson Prudêncio, 68 ans, athlète de sauts brésilien. Médaillé d'argent du triple saut aux Jeux de Mexico 1968 puis médaillé de bronze du triple saut aux Jeux de Munich 1972. (° 4 avril 1944).
- 2014 :
  - Pat Quinn, hockeyeur sur glace puis entraîneur canadien. Entraîneur de l'équipe du Canada championne olympique aux Jeux de Salt Lake City 2002 et championne du monde de hockey sur glace 2004. (° 29 janvier 1943).
- 2016 :
  - Ralph Branca, joueur de baseball américain. (° 6 janvier 1926).